# Real Tamale United
Real Tamale United is een Ghanese voetbalclub uit Tamale.

## Erelijst
- Beker van Ghana:
  - Finalist: 1981, 1986, 1998

## Bekende ex-speler
- Abédi Pelé
- William Owusu Acheampong

Aduana Stars · 
Asante Kotoko · 
Ashanti Gold · 
Bechem United · 
Berekum Chelsea · 
Bolga All Stars · 
Dreams FC · 
Ebusua Dwarfs · 
Elmina Sharks · 
Great Olympics · 
Hearts of Oak · 
Inter Allies · 
Liberty Professionals · 
Medeama · 
WA All Stars · 
WAFA SC